# Jesus, min herde, har omsorg om mig
Jesus, min herde, har omsorg om mig är en psalm med text och musik skriven 1941 av Göte Strandsjö. Texten bearbetades 1986.

## Publicerad i
- Segertoner 1988 som nr 361 under rubriken "Fader, son och ande - Jesus, vår Herre och broder".[1]